# Упасака
Упа́сака (санскр. उपासक, upāsaka IAST, букв. «поруч, біля, разом» — «послідовник, учень, служитель»), в буддизмі — чоловік, послідовник вчення
Будди, бере участь в дані, годуванні ченців
(бгікшу) милостинею їжі
(піндапата) і виконувач п'ять священних заповідей. Жінка-мирянка, послідовниця буддизму, називається упасіка .